# Вецпилс
Ве́цпилс (латыш. Vecpils) — населённый пункт в Южно-Курземском крае Латвии, административный центр Вецпилсской волости. Находится на реке Вецпилс. Расстояние до города Лиепая составляет около 37 км.
По данным на 2015 год, в населённом пункте проживало 198 человек. Есть волостная администрация, почта, дом культуры, библиотека. Вецпилсская католическая церковь, построенная в XVII веке, является памятником архитектуры.

## История
В советское время населённый пункт был центром Вецпилсского сельсовета Лиепайского района. В селе располагалась центральная усадьба колхоза «Зиедс».